# Ogentroostdikpoot
De ogentroostdikpoot (Melitta tricincta) is een vliesvleugelig insect uit de familie Melittidae. De wetenschappelijke naam van de soort is voor het eerst geldig gepubliceerd in 1802 door Kirby.